# كاكار
كاكار هي قبيلة غارغاشتي البشتونية، ومقرها في الغالب في مقاطعة بلوشستان في باكستان، وفي منطقة لوي قندهار في أفغانستان.

## اسطورة الأصل
كاكار هم أبناء قرغشتي بن قيس عبد الرشيد. في هيرات يطلق على قبيلة كاكار اسم كاك. تاريخيا، كانت القبيلة تسمى كاك كور (عائلة كاك). يقع قبر كاكار أمام بوابة مسجد الجامعة المركزية في هرات. يقول بعض المؤرخين أن كاكار دفن لأول مرة في كوهيستان، لكن غياث الدين غوري أحضر الجثة ليدفن في مسجد بمدينة هرات.

## التاريخ
حتى القرن الخامس عشر كانت كاكار جنبًا إلى جنب مع الطاجيك والبلوش والفارسيويين يحكمون بشكل رئيسي منطقة قندهار، وكانوا يعتبرون أنهم مميزون عن الباشتون. في وقت لاحق، بسبب المركز المهيمن للباشتون العبدلي وغيلزاي في منطقة قندهار خلال القرن الرابع عشر وحواليه فقد الطاجيك والهزارة وكاكارس والبلوش ممتلكاتهم السابقة وأجبروا على دفع ضرائب أو عائدات لأمراء الحرب الباشتون من الانقسامات القبلية العبدلي أو الغلزاي. في هذه المناطق لم يتم تهجير السكان المحليين حتى الآن. لقد تم تقليصهم إلى مرتبة الفلاحين «الريعات» أو المستأجرين «الحمساية». في النهاية اندمج بعض هؤلاء السكان الأصليين وأصبحوا جزءًا من اتحاد الباشتون المهيمن، بينما انتقل آخرون إلى الغرب أو شمال أفغانستان.
قبل تقسيم الهند البريطانية أقام الهندوس من قبيلة كاكار، المعروفة باسم شين خالاي، في مناطق كويتا ولورالاي ومايختر في مقاطعة بلوشستان الموجودة الآن في باكستان. بعد عام 1947 فروا إلى أونيارا في راجستان في الهند.

## أشخاص بارزين
- روزي خان كاكار، سيناتور باكستاني من كويتا
- عبد الودود اللواء عبد الودود كاكار من قره باغ في كابول
- عثمان كاكار، سياسي وعضو مجلس الشيوخ من مسلم باغ
- عرفة صديق كاكار، سياسية وناشطة حقوقية بشتونية من مسلم باغ
- ناشيناس، صادق فطر حبيبي ناشيناس مغني أفغاني
- فيض الله كاكار، عالم الأوبئة الأفغاني والقائد العام
- سنزار كاكار، رجل أعمال أفغاني
- قادر خان، ممثل هندي
- داد الله قائد كبير في طالبان
- محمد سروار خان كاكار، سيناتور باكستاني
- محمد رباني، رئيس وزراء أفغانستان
- عبد الوحيد كاكار، رئيس أركان الجيش الباكستاني (1993–1996)
- عبد الرب نشتر، عضو الرابطة الإسلامية، ناشط وسياسي في الحركة الباكستانية
- صفوت غيور قائد شرطة الحدود الباكستانية
- الملا بخت الملقب بمنصور داد الله، قائد أول في طالبان
- عويس أحمد غني، والي خيبر باختونخوا والوالي بلوشستان والوزير الاتحادي والوزير الإقليمي
- بالاي خان (بالاي شاه)، كان من مقاتلي قبيلة خوستي سيد ضد راج
- نواب محمد أياز خان جوجيزاي، باكستان، سياسي